# Киреев, Анатолий Тихонович
Анатолий Тихонович Киреев (1923—1990) — советский разведчик и деятель спецслужб, генерал-майор госбезопасности (1978),резидент КГБ СССР в Бейруте (1974—1977), представитель КГБ СССР при МВД ПНР (1987—1990).

## Биография
Родился 27 ноября 1923 года в Оренбургской губернии.
С 1944 года — участник Великой Отечественной войны. В 1950 году после окончания МГИМО МИД СССР направлен во внешнюю разведку комитета информации при МИД СССР. С 1952 года, после окончания Высшей разведывательной школы МГБ СССР — сотрудник резидентуры МГБ СССР в Нью-Йорке.
С 1959 года — заместитель резидента КГБ при СМ СССР в Вашингтоне по линии «ПР» (политическая разведка). С 1966 года — заместитель резидента КГБ при СМ СССР в Нью-Йорке по линии «ПР» (политическая разведка). В 1967 году из-за провала двух завербованных КГБ шифровальщиков Пентагона был объявлен персоной нон грата и выслан из США.
В 1967 году назначен начальником 1-го (американского) отдела ПГУ КГБ при СМ СССР.
С 1974 года — резидент и руководитель резидентуры КГБ СССР в Бейруте.
В 1978 году назначен начальником 12-го отдела (политическая разведка) ПГУ КГБ СССР. С 1979 года — начальник Управления «К» (внешняя контрразведка) ПГУ КГБ СССР, сменив на этом посту О. Д. Калугина. С 1987 года — руководитель Представительства КГБ СССР при МВД Польской народной республики (группа «Нарев»).
Умер 9 июня 1990 года в Москве.

## Награды

### Ордена
- Орден Ленина;
- Орден Трудового Красного Знамени;
- Орден Красной Звезды;
- Орден Дружбы народов;
- Орден «Знак Почёта».

### Медали
- Медаль «За победу над Германией в Великой Отечественной войне 1941—1945 гг.»

### Знаки отличия
- Почётный сотрудник госбезопасности